# 高木禮二
高木 禮二（たかぎ れいじ、1927年（昭和2年）6月2日 - 2007年（平成19年）5月3日）は、日本の実業家である。明光商会の創業者として知られた。

## 経歴・人物
兵庫県神戸市に生まれ、後に上京し拓殖大学に入学する。同大学に在学中にナイロンを用いた靴下修理販売に成功し、卒業後はコピー機の事業に携わったが経営難に陥った。其の後は職を転々としながら、1956年（昭和31年）に明光商会を無資本で設立する。
1960年（昭和35年）にはシュレッダーの開発および販売に携わり、同企業の主力商品として一躍名を馳せた。また高木自身は幼年期から父からの影響によって盆栽が趣味としてしていた事も知られ、1990年（平成2年）には日本初の盆栽における財団法人であった高木伝統園芸文化振興財団（高木盆栽財団）が設立された。1994年（平成6年）には市谷に日本初の盆栽が展示された美術館の開館に携わり、10年後の2004年（平成16年）に開催された浜名湖花博では園芸文化館内において自身の盆栽が展示されている。翌2005年（平成17年）に社長職を離れた後は、名誉会長に認定され日本盆栽協会の名誉理事も務めた。また同年には栃木県下野市に高木盆栽美術館の開館にも携わった。

## 栄典
- 黄綬褒章
- 文部大臣賞

## 著書
- 『盆栽が教えてくれた～一代で財をなした最後の「創業家」が明かす成功哲学』
- 『人を動かす力』